# Archanara arundineti
Archanara arundineti är en fjärilsart som beskrevs av Carl Reutti 1898. Archanara arundineti ingår i släktet Archanara och familjen nattflyn. Inga underarter finns listade i Catalogue of Life.